# Нью-Касл (Колорадо)
Нью-Касл (англ. New Castle) — місто (англ. town) в США, в окрузі Гарфілд штату Колорадо. Населення — 4923 особи (2020).

## Географія
Нью-Касл розташований за координатами 39°34′42″ пн. ш. 107°31′35″ зх. д. / 39.57833° пн. ш. 107.52639° зх. д. (39.578364, -107.526322).  За даними Бюро перепису населення США в 2010 році місто мало площу 6,97 км², з яких 6,88 км² — суходіл та 0,08 км² — водойми.

## Демографія
Згідно з переписом 2010 року, у місті мешкало 4518 осіб у 1571 домогосподарстві у складі 1187 родин. Густота населення становила 648 осіб/км².  Було 1718 помешкань (247/км²).
Расовий склад населення:
| - 83,3 % — білих - 1,5 % — корінних американців - 0,9 % — азіатів - 0,7 % — чорних або афроамериканців - 11,2 % — осіб інших рас |

До двох чи більше рас належало 2,3 %. Частка іспаномовних становила 28,4 % від усіх жителів.
За віковим діапазоном населення розподілялося таким чином: 31,2 % — особи молодші 18 років, 64,3 % — особи у віці 18—64 років, 4,5 % — особи у віці 65 років та старші. Медіана віку мешканця становила 31,2 року. На 100 осіб жіночої статі у місті припадало 104,9 чоловіків;  на 100 жінок у віці від 18 років та старших — 100,3 чоловіків також старших 18 років.
Середній дохід на одне домашнє господарство  становив 78 864 долари США (медіана — 66 818), а середній дохід на одну сім'ю — 90 367 доларів (медіана — 84 179). Медіана доходів становила 53 393 долари для чоловіків та 33 398 доларів для жінок. За межею бідності перебувало 12,1 % осіб, у тому числі 14,5 % дітей у віці до 18 років та 2,8 % осіб у віці 65 років та старших.
Цивільне працевлаштоване населення становило 2406 осіб. Основні галузі зайнятості: мистецтво, розваги та відпочинок — 18,7 %, освіта, охорона здоров'я та соціальна допомога — 17,0 %, будівництво — 16,5 %.